# كاتسيو كوباياشي

## كاتسيو كوباياشي
كاتسيو كوباياشي (ولدت في 24 أكتوبر عام1937 – وتوفيت في 23 يناير عام 2014) هي أحد مشاهير الطهاة اليابانيين وكاتبة تختص بمجال الغذاء وهي أيضا مؤسسة فريق إنشاد كاجورازاكا للنساء وقائدته.
وُلدت كاتسويو كوباياشي في مدينة أوساكا اليابانية عام 1937. وعندما تزوجت في سن الحادية والعشرين لم تستطع الطهي رغم أنها كانت ربة منزل. تعلمت كوباياشي الطهي لأول مرة من والدتها وجيرانها الذين كانوا مهرة في الطهي. وفي عام 1963 الذي بدأ برسالة إلى برنامج تلفزيوني بدأت هي حياتها العملية كخبيرة أطعمة: حيث كان لها برنامجها التليفزيوني الخاص في محطة التلفاز المحلية في مدينة أوساكا. وفي عام 1970 ظهرت لأول مرة ككاتبة ونشرت العديد من كتب الطبخ والمقالات. كما ظهرت على برامج الطبخ في هيئة الإذاعة اليابانية NHK)) مثل «كيو نو ريوري (عشاء اليوم)» على مدى السنوات ال 26 الأخيرة وحظيت باهتمام الرأي العام، فضلا عن أنها صنعت منتجات منزلية. وقد مُنح صحن التقديم الذي صنعته «كياي» جائزة التصميم الجيد من المعهد الياباني لتحسين التصميم الذي أنشأته وزارة التجارة الدولية والصناعة في اليابان في عام 1990. وفي عام 1994 شاركت كوباياشي في مسابقة الطاهي الحديدي ((Iron Chef وهزمت كينيتشي تشين (Kenichi Chin) الشيف الحدي للمطبخ الصيني. بالإضافة إلى ذلك فقد حصل كتاب الطبخ الإنجليزي خاصتها المسمى بـ كتاب الطبخ الياباني السريع والسهل (The Quick and Easy Japanese Cookbook) على جائزة أفضل كتاب طبخ في آسيا عام 2000 وذلك من قبل جائزة جورماند العالمية لكتب الطبخ the Gourmand World Cookbook Award))، وقد توفيت كاتسويو كوباياشي في 23 يناير 2014 إثر فشل العديد من الأعضاء، وكانت قد نشرت ما يقرب من 200 كتاب طبخ ومقال، كما دعمت الأشخاص الذين يعيشون في مناطق الكارثة: زلزال هانشين - أواجي الكبير (Great Hanshin-Awaji earthquake) في عام 1995.
تخرجت في كلية جاكوين (Tezukayama Gakuin) وأصبحت ربة منزل بعد الزواج.
في عام 1994 شاركت في مسابقة الطهي التلفزيوني الطاهي الحديدي (Iron (Chef وفازت على كينيتشي تشين (Chen Kenichi).
كوباياشي – والتي كان يعد ابنها كينتاري أيضا طاهيًا مشهورًا- نشرت أكثر من 200 كتاب.
كانت مؤمنة بقوة في المادة 9 من الدستور الياباني، وكانت واحدة من مؤسسي مجلة 9.
بعد أن عانت من نزيف تحت العنكبوتية في عام 2005 توفيت في 23 يناير 2014 جراء فشل العديد من الأعضاء.